# Peyton Reed
Peyton Tucker Reed (Raleigh, 3 de julho de 1964) é um diretor de cinema e televisão e roteirista americano. Ele é mais conhecido por dirigir os filmes de comédia Bring It On, Down with Love, The Break-Up e Yes Man, assim como os filmes Ant-Man (2015) e Ant-Man and the Wasp (2018) do Universo Cinematográfico Marvel.

## Vida e carreira
Reed nasceu em Raleigh, Carolina do Norte e frequentou a Universidade da Carolina do Norte em Chapel Hill. Reed dirigiu os filmes Bring It On, Abaixo o Amor, The Break-Up; todos filmes de comédia. Ele também atuou em pequenos papéis em alguns filmes, incluindo os seus próprios, e escreveu algumas canções originais para suas trilhas sonoras. Ele também produziu alguns videoclipes.
Peyton Reed foi originalmente escalado para dirigir Quarteto Fantástico (2005), da 20th Century Fox, antes de deixar o projeto e ser substituído pelo diretor Tim Story.
Dirigiu o filme de 2008, Yes Man, estrelado por Jim Carrey. Yes Man é uma adaptação da autobiografia de Danny Wallace sobre sua decisão de dizer "sim" para qualquer oferta, convite, desafio e oportunidade que lhe sejam apresentados.
Reed substituiu Edgar Wright como diretor de Homem-Formiga do Marvel Studios. Antes de se juntar à produção de Homem-Formiga, Reed estava previsto para dirigir um filme biográfico sobre Brian Epstein intitulado The Fifth Beatle. No entanto, seu compromisso com o filme de super-herói o forçou a abandonar The Fifth Beatle. Reed então dirigiu Homem-Formiga e a Vespa, a sequência de Homem-Formiga.
Foi confirmado seu retorno para dirigir um terceiro filme do Homem-Formiga para o Marvel Studios.
Em maio de 2020, Reed confirmou que dirigiria um episódio da segunda temporada de The Mandalorian, do Disney+. Em 16 de dezembro, Pedro Pascal confirmou em uma entrevista para Mulher Maravilha1984, que Peyton Reed dirigiu o final da 2ª temporada de The Mandalorian.

## Vida Pessoal
Reed é casado e mora em Los Angeles com sua segunda esposa Sheila Naghshineh e seus dois filhos. Ele foi casado anteriormente com Beth LaMure de 1998 a 2006.

## Filmografia

### Cinema
| Ano  | Título                            | Notas |
| ---- | --------------------------------- | ----- |
| 2000 | Bring It On                       |       |
| 2003 | Down with Love                    |       |
| 2006 | The Break-Up                      |       |
| 2008 | Yes Man                           |       |
| 2015 | Ant-Man                           |       |
| 2018 | Ant-Man and the Wasp              |       |
| 2022 | Ant-Man and the Wasp: Quantumania |       |

### Televisão
| Ano           | Título                                  | Notas                          |
| ------------- | --------------------------------------- | ------------------------------ |
| 1991          | Back to the Future: The Animated Series |                                |
| 1995          | The Computer Wore Tennis Shoes          | Remake do filme de 1969        |
| 1997          | The Love Bug                            | Remake do filme de 1968        |
| 1997          | The Weird Al Show                       |                                |
| 1998          | Mr. Show with Bob and David             | 4ª temporada; 5 episódios      |
| 2000          | Upright Citizens Brigade                |                                |
| 2008          | Cashmere Mafia                          | episódio piloto                |
| 2011          | New Girl                                |                                |
| 2012          | The Goodwin Games                       |                                |
| 2019-presente | The Unicorn                             |                                |
| 2020          | The Mandalorian                         | 2ª temporada; episódios: 2 e 8 |

### Documentários / Curtas-metragem
| Ano  | Título                                        | Notas           |
| ---- | --------------------------------------------- | --------------- |
| 1990 | The Secrets of the Back to the Future Trilogy |                 |
| 1991 | Back to the Future: The Ride                  | como roteirista |
| 1994 | Through the Eyes of Forrest Gump              | Making Of       |

### Webséries
| Ano  | Título    | Notas                       |
| ---- | --------- | --------------------------- |
| 2015 | On Cinema | participação como ele mesmo |

### Comerciais
| Ano  | Título         | Notas                |
| ---- | -------------- | -------------------- |
| 2005 | "Pretty Khaki" | comercial para a GAP |

## Recepção
| Filme                   | Rotten Tomatoes    | Orçamento    | Bilheteria     |
| ----------------------- | ------------------ | ------------ | -------------- |
| Bring It On             | 63% (117 críticas) | $28 milhões  | $90.4 milhões  |
| Abaixo o Amor           | 60% (117 críticas) | $35 milhões  | $39.5 milhões  |
| The Break-Up            | 34% (192 críticas) | $52 milhões  | $205 milhões   |
| Yes Man                 | 46% (154 críticas) | $70 milhões  | $223.2 milhões |
| Homem-Formiga           | 83% (330 críticas) | $130 milhões | $519.4 milhões |
| Homem-Formiga e a Vespa | 87% (431 críticas) | $162 milhões | $622.3 milhões |